# Championnat d'Amérique du Nord masculin de volley-ball des moins de 21 ans

## Palmarès
| Année | Lieu             | Champion   | Finaliste              | Troisième  | Quatrième  |
| ----- | ---------------- | ---------- | ---------------------- | ---------- | ---------- |
| 1998  | Guatemala        | Canada     | République dominicaine | États-Unis |            |
| 2000  | Cuba             | Cuba       | Porto Rico             | États-Unis |            |
| 2002  | Canada           | Canada     | Porto Rico             | États-Unis |            |
| 2004  | Winnipeg         | Cuba       | États-Unis             | Porto Rico | Canada     |
| 2006  | Monterrey        | Cuba       | États-Unis             | Canada     | Porto Rico |
| 2008  | San Salvador     | Cuba       | Canada                 | États-Unis | Mexique    |
| 2010  | Gatineau         | États-Unis | Canada                 | Porto Rico | Cuba       |
| 2012  | Colorado Springs | États-Unis | Canada                 | Mexique    | Porto Rico |
| 2014  | San Salvador     | Cuba       | Canada                 | États-Unis | Porto Rico |

## Tableau des médailles
| Rang | Pays                   | Médaille d'or | Médaille d'argent | Médaille de bronze | Total |
| ---- | ---------------------- | ------------- | ----------------- | ------------------ | ----- |
| 1    | Cuba                   | 5             | 0                 | 0                  | 5     |
| 2    | Canada                 | 2             | 4                 | 1                  | 7     |
| 3    | États-Unis             | 2             | 2                 | 5                  | 9     |
| 4    | Porto Rico             | 0             | 2                 | 2                  | 4     |
| 5    | République dominicaine | 0             | 1                 | 0                  | 1     |
| 6    | Mexique                | 0             | 0                 | 1                  | 1     |